# Kim Deitch
Pour les articles homonymes, voir Deitch.
Kim Deitch (né en 1944 à Los Angeles) est un auteur de bande dessinée américain actif depuis les années 60. Figure majeure du comics underground, il situe souvent ses histoires dans l'entre-deux-guerres.
C'est le fils de Gene Deitch et le frère de Simon (né le 12 mai 1947) et Seth Deitch (né en 1956), tous deux également actifs dans le milieu des comix. Il a parfois utilisé le pseudonyme Fowlton Means.

## Parcours artistique
La plupart de ses œuvres utilisent les personnages de l'univers des cartoons et abordent l'industrie de l'animation. Son personnage le plus célèbre est un chat mystérieux nommé Waldo, qui apparaît sous plusieurs identités comme par exemple un célèbre personnage de cartoon des années 30, comme un réel personnage dans la réalité de ses cases, comme le résultat d'une hallucination d'un alcoolique sans espoir surnommé Mishkin (une victime dans Une tragédie américaine » - Boulevard of Broken Dreams), comme la réincarnation démoniaque de Judas Iscariot et qui quelquefois est montré comme un personnage capable de dépasser son auteur Deitch en écrivant les comics lui-même. L'apparence du chat Waldo est une réminescence des personnages de chats noirs comme Félix le chat, Julius (Disney) et Krazy Kat.
Les sources d'inspiration de Deitch sont  Winsor McCay, Chester Gould, Jack Cole, Will Eisner et particulièrement Robert Crumb. Il a  fréquenté l'Institut Pratt.
Deitch a régulièrement contribué à des comics comiques et psychédéliques (mettant en scène l'enfant fleur dans Sunshine Girl et The India Rubber Man) du premier journal underground de New York intitulé l'East Village Other à partir de 1967.
Deitch est aussi un éditeur, en tant que cofondateur de « Cartoonists Co-op Press ».
Une tragédie américaine (The Boulevard of Broken Dreams) a été choisi par le magazine Time en 2005 comme l'un des cent meilleurs romans graphiques de langue anglaise. En 2008, le musée de Comics et d'art de la bande dessinée a proposé une exposition rétrospective de ses travaux.

## Récompenses
En 2003, Deitch reçoit au Comic-Con de San Diego le prix Eisner de la meilleure histoire (Best Single Issue/Story) pour The Stuff of Dreams. En 2008, il reçoit lors du même festival le prix Inkpot pour l'ensemble de sa carrière. En 2014, il est nommé au prix Ignatz du meilleur roman graphique pour The Amazing, Enlightening and Absolutely True Adventures of Katherine Whaley.

## Œuvre

### Comic books
- Corn Fed Comix, 2 vol., Honeywell & Todd and Cartoonists Co-Op Press, 1972-3.
- No Business Like Show Business, 3-D Zone, 1988.
- The Mishkin File!, Fantagraphics, 1993.
- The Stuff of Dreams, Fantagraphics, 3 numéros, 2002. Prix Eisner 2003 du meilleur numéro.

### Albums
- Hollywoodland, Fantagraphics, 1988  (ISBN 0930193520).
- Beyond the Pale, Fantagraphics, 1989  (ISBN 0930193830). Recueil de 22 histoires publiées entre 1969 et 1984.
- A Shroud for Waldo, Fantagraphics, 1990  (ISBN 1560970812).
- All Waldo Comics, Fantagraphics, 1992  (ISBN 1560970782). Recueil de cinq histoires de Waldo publiées entre 1969 et 1988.
- The Boulevard of Broken Dreams, Pantheon, 2002  (ISBN 9780375421914).
  - (fr) Une tragédie américaine, Denoël, 2004  (ISBN 2207255417).
- Shadowland, Fantagraphics, 2006  (ISBN 9781560977711).
- Alias the Cat!, Pantheon, 2007  (ISBN 9780375424311). Recueil de The Stuff of Dreams (2002).
- Deitch's Pictorama (avec Simon Deitch et Seth Deitch), Fantagraphics, 2008  (ISBN 9781560979524).
- The Search for Smilin' Ed, Fantagraphics, 2010  (ISBN 9781606993248).
- The amazing, enlightening and absolutely true adventures of Katherine Whaley!, Fantagraphics, 2013  (ISBN 9781606996317).
- Reincarnation Stories, Fantagraphics, 2019  (ISBN 9781683962618).